# Oenothera siambonensis
Oenothera siambonensis là một loài thực vật có hoa trong họ Anh thảo chiều. Loài này được W. Dietr. mô tả khoa học đầu tiên năm 1977.